# Jean Sénac (homme politique)
Pour les articles homonymes, voir Sénac.
Jean Sénac, né le 9 juin 1872 à Miélan (Gers) et mort le 30 novembre 1943 à Miélan, est un homme politique français.

## Biographie
Docteur en droit, il est avocat à Tarbes. Maire de Miélan en 1903 pendant 40 ans, conseiller général, il est député du Gers de 1919 à 1928 et de 1932 à 1936, siégeant sur les bancs radicaux. Entre 1928 et 1932, il est président du tribunal militaire de la Seine et conseiller à la cour d'appel de Paris.

## Sources
- « Jean Sénac (homme politique) », dans le Dictionnaire des parlementaires français (1889-1940), sous la direction de Jean Jolly, PUF, 1960 [détail de l’édition]